# In Gay Madrid
In Gay Madrid is een Amerikaanse filmkomedie uit 1930 onder regie van Robert Z. Leonard. Destijds werd de film in Nederland uitgebracht onder de titel Een avontuur in Madrid.

## Verhaal
Ricardo is een jonge rechtenstudent uit Madrid. Hij is een losbol en een rokkenjager. Zijn vader laat hem overplaatsen naar een school op het platteland in de hoop dat hij zich daar volwassener zal gaan gedragen. Hij wordt er echter lid van een studentenclub en gaat door met zijn wufte leven. Hij maakt er ook Carmina het hof, de dochter van zijn voogd. Dan komt zijn voormalige vriendin Goyita op bezoek.

## Rolverdeling
| Acteur           | Personage           |
| ---------------- | ------------------- |
| Ramon Novarro    | Ricardo             |
| Dorothy Jordan   | Carmina             |
| Lottice Howell   | Goyita              |
| Claude King      | Markies de Castelar |
| Eugenie Besserer | Doña Generosa       |
| William V. Mong  | Rivas               |
| Beryl Mercer     | Doña Concha         |
| Nanci Price      | Jacinta             |
| Herbert Clark    | Octavio             |
| David Scott      | Ernesto             |
| George Chandler  | Enrique             |
| Bruce Coleman    | Corpulento          |
| Nicholas Caruso  | Carlos              |